# Back 2 da Basics
Back 2 da Basics è il quinto album in studio del rapper statunitense Yo Gotti, pubblicato nel 2006.

## Tracce
1. That's What's Up (Intro)
2. I Got Them (feat. Lil Wayne & Birdman)
3. Full Time
4. Where I'm At
5. U a Gangsta Rite?
6. Spend It Cuz U Got It (feat. All Star Cashville Prince)
7. Cold Game
8. Gangsta Party (feat. Bun B & 8Ball)
9. That's What They Made If Foe (feat. Pooh Bear)
10. 25 to Life
11. That's Not Yo Bitch
12. Shawty Violating (Wup That Hoe) (feat. La Chat)
13. I'm a Thug (feat. D'Nero)
14. We Gonna Be Alright
15. A Part of Thugs (feat. Jazze Pha)
16. Warrior
17. Shawty (feat. D'Nero)